# سالي هيد
سالي هيد (بالإنجليزية: Sally Head)‏ هي منتجة تلفزيونية بريطانية، ولدت في 20 فبراير 1951 في كورنوال في المملكة المتحدة.

## وصلات خارجية
- سالي هيد على موقع IMDb (الإنجليزية)
- سالي هيد على موقع قاعدة بيانات الفيلم (الإنجليزية)